# 高层云
高层云（拉丁語：Altostratus，符号：As）是中云的一类，於2000米以上高空形成，像一种带有条纹的幕，颜色多为灰白色或灰色，有时有一点微蓝色，有时较为均匀，但雲底没有明显的起伏。高层云的明暗程度會因云的厚度差異而不同。
高层云下有两个云属：

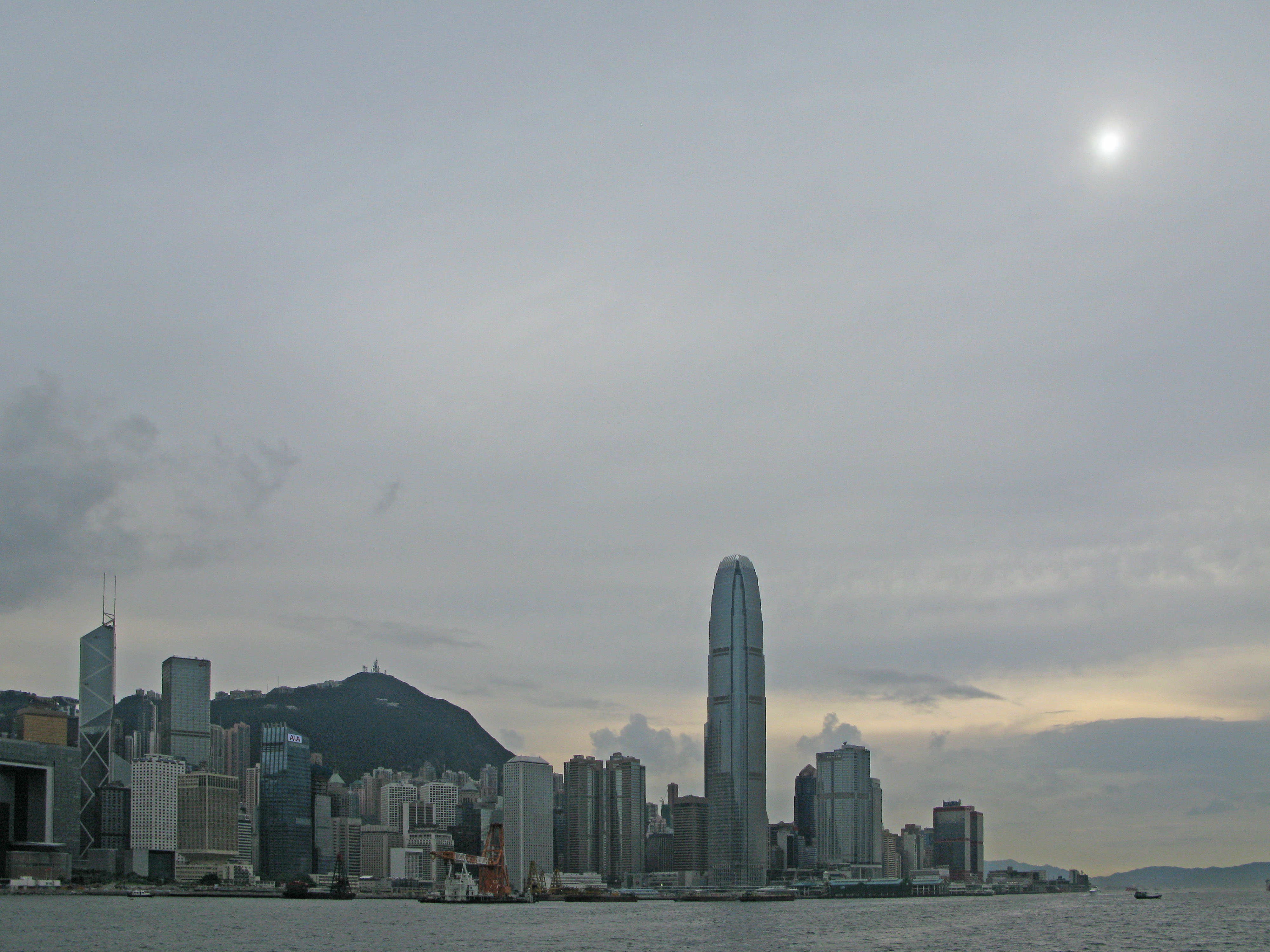
香港上空的高层云

- 透光高层云：雲體較薄，厚度均勻，呈灰白色，輪廓模糊。透光高层云無法掩蓋天上的太陽或月球。
- 蔽光高层云：雲體較厚，呈灰色，雲底可見明相間的條紋結構，無法看出其輪廓。蔽光高层云可以掩蓋天上的太陽或月球。

## 延伸阅读
[在维基数据编辑]
 《清史稿·卷282》，出自趙爾巽《清史稿》